# Museon Arlaten

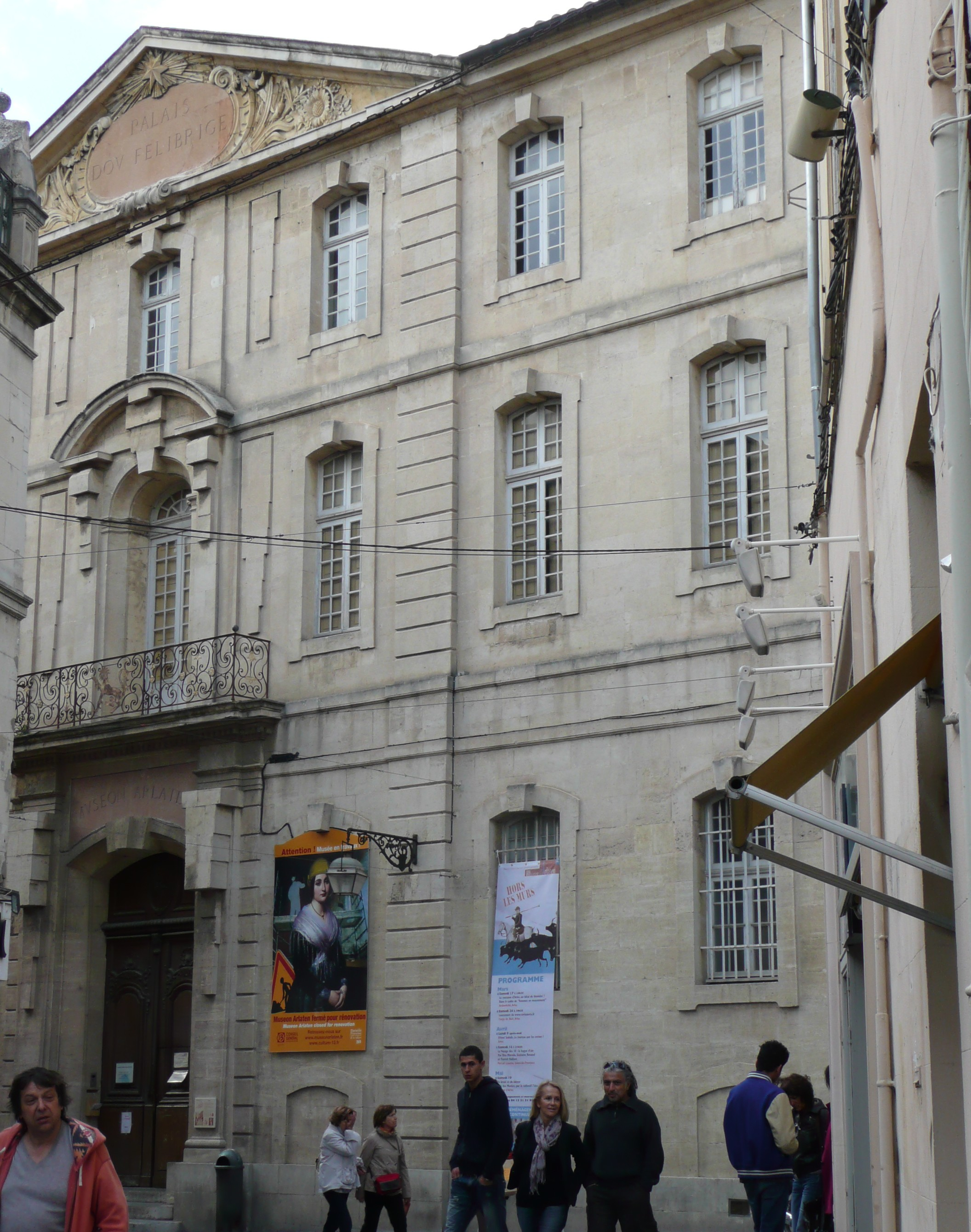
Museum Arlaten in het Hôtel Laval-Castellane in Arles (Frankrijk)

Het Museon Arlaten, Occitaans voor het Museum van Arles (Frans: Musée d'etnographie départemental arlésien) is gelegen in het centrum van de stad Arles in Zuid-Frankrijk. Het gebouw in de Rue de la République n° 29 is een beschermd pand en monument historique. Het museum toont de folklore, heemkunde en religieuze tradities in de Provence.

## Historisch pand
Oorspronkelijk stond hier in de Romeinse oudheid een tempel. De resten van de exedra zijn beschermd erfgoed van Frankrijk sinds 1905. Tijdens de 17e eeuw verrees het stadspaleis van de familie Laval-Castellane. Nadien bouwden de jezuïeten het pand uit tot een college voor middelbaar onderwijs. Deze delen van het pand werden progressief erkend als beschermd erfgoed in de jaren 1907, 1921 en 1944.
In 1904 kocht Frédéric Mistral, met geld van zijn Nobelprijs voor Literatuur, het voormalig Collège d’Arles. Het doel was de collectiestukken van het Museum Arlaten onder te brengen.

## Museum Arlaten
In 1896 beslisten Frédéric Mistral en Emile Marignan een museumcollectie aan te leggen over het leven van de burgers van Arles en in de Provence in het algemeen. Drie jaar zochten zij planmatig objecten, boeken en kunstvoorwerpen. Een eerste museum opende in Arles in 1899. Zij schonken hun collectie aan het departement Bouches-du-Rhône (1899). In 1909 opende burgemeester Granaud van Arles het Museum Arlaton in het voormalige Collège d’Arles, dankzij de financiële steun van Mistral. Het museum heeft de zalen ingericht volgens thema’s. Zo kent het onder meer een zaal over de Gallo-Romeinse tijd, over de ontwikkeling van de stad, over het dagelijks leven, volkstradities, folklore en muziekinstrumenten. Een zaal behandelt de religieuze tradities, zowel christelijk volksgeloof als joodse tradities in de Provence.